# 管吻鲀
管吻鲀（学名：Halimochirurgus alcocki）为輻鰭魚綱魨形目擬三棘魨亞目拟三棘鲀科管吻鲀属的鱼类，為深海魚類，分布于菲律宾棉兰姥往北到日本高知冲以南以及珠江口外东南等，棲息深度390-610公尺，體長可達21.6公分，生活習性不明。该物种的模式产地在棉兰老岛。